# Хубер, Клаус
Кла́ус Ху́бер (нем. Klaus Huber; 30 ноября 1924, Берн, Швейцария — 2 октября 2017, Перуджа, Италия) — швейцарский скрипач, композитор, дирижёр, педагог.

## Биография
Изучал скрипичное мастерство в Цюрихской консерватории (1947—1949) и там же, до 1955 году, теорию и композицию — у Штефи Гейер и Вилли Буркхарда. В 1955—1956 годах учился в Берлине у Бориса Блахера.
В 1959 году получил международное признание, после исполнения в Риме на фестивале SIMC его камерной кантаты «Des Engels Anredung an die Seele». С 1964 по 1973 годы преподавал композиторство в Базельской музыкальной академии. В 1966, 1968 и 1972 годах назначался членом жюри Международных конкурсах композиторов «Гаудеамус» в Билтховене, Нидерланды. В 1969 году основал международный композиторский семинар в Босвиле (Швейцария). С 1973 по 1990 годы руководил композиторским отделением Фрайбургской Высшей школы музыки. С 1979 по 1982 годы — президент Швейцарской ассоциации музыкантов. С 1990 года — продолжал преподавание в различных учебных заведения в качестве приглашённого профессора.
Последние 30 лет жизни жил преимущественно в Паникале (Италия), перемежая с нахождением в Бремене.

## Творчество
Испытал глубокое воздействие Антона Веберна и его версии сериализма, а позже, в 1980-е годы, — арабской музыки.

## Избранные сочинения
- 1952 Abendkantate
- 1955 6 kleine Vokalisen für Altstimme, Violine und Violoncello
- 1957 Des Engels Anredung an die Seele
- 1958 Auf die ruhige Nacht-Zeit
- 1959—1964 Soliloquia. Оратория для солистов, двух хоров и большого оркестра на текст Августина
- 1961 Noctes
- 1966 Askese für Flöte, Sprechstimme und Tonband, на текст Гюнтера Грасса
- 1967 Tenebrae für grosses Orchester (премия Бетховена г.Бонн)
- 1970—1971 …inwendig voller Figur… für grossen Chor, Lautsprecher, Tonband und grosses Orchester
- 1972 Ein Hauch von Unzeit I
- 1972 Ein Hauch von Unzeit II
- 1972 Ein Hauch von Unzeit III
- 1972 AUSGESPANNT…
- 1973—1974 Turnus für Orchester
- 1973—1975 Im Paradies oder der Alte vom Berge, опера по Альфреду Жарри
- 1975—1982 Erniedrigt — geknechtet — verlassen — verachtet, оратория в 7 частях на тексты Эрнесто Карденаля, Флориана Кноблоха, Каролины Марии ди Жезус и Джорджа Джексона
- 1976 Ein Hauch von Unzeit IV
- 1976—1977 Erinnere Dich an g… für Kontrabass und 18 Musiker
- 1978 Lazarus I/II, Brosamen für Violoncello und Klavier
- 1979 Sonne der Gerechtigkeit. Funktionale Musik für einen Gottesdienst: «Die Prophetie des Jeremias»
- 1983 Seht den Boden, blutgetränkt für 14 Instrumentalisten
- 1984 Ñudo que ansí juntáis на слова Тересы де Хесус и Пабло Неруды
- 1986 Protuberanzen. Drei kleine Stücke für Orchester
- 1989 Des Dichters Pflug, струнное трио памяти Осипа Мандельштама
- 1989 La terre des hommes. Памяти Симоны Вейль на слова Осипа Мандельштама и Симоны Вейль
- 1990 Die umgepflügte Zeit, памяти Луиджи Ноно
- 1992—1993 Die Erde bewegt sich auf den Hörnern eines Ochsen für Vokal- und Instrumentalensemble
- 1993—1994 Intarsi, Kammerkonzert für Klavier und Orchester
- 1993—1997 Lamentationes Sacrae et Profanae ad Responsoria Iesualdi für 6 Solostimmen, Theorbe, Gitarre, Bassetthorn und Bassklarinette
- 1997 Umkehr — im Licht sein…, диптих для хора, меццо-сопрано, чтеца и уменьшенного оркестра на тексты Макса Фриша, Осипа Мандельштама и Курта Марти
- 1998—1999 L’ombre de notre age für Altflöte, Viola d’amore und dritteltönig gestimmte Harfe
- 2001 Schwarzerde. Опера в 9 сценах на стихи и прозаические тексты Мандельштама
- 2002 Die Seele muss vom Reittier steigen…, текст Махмуда Дарвиша
- 2004 A Voice from Guernica…
- 2006 Miserere hominibus…, Vokalwerk
- 2007 Vida y muerte no son mundos contrarios, для меццо-сопрано или контратенора и виолы д’амур на слова Октавио Паса
- 2008 Agnus Dei qui tollis peccata mundi для 6 инструментов
- 2010 Erinnere dich an Golgatha… для контрабаса, 18 инструментов и живой электроники

## Тексты
- Umgepflügte Zeit. Gesammelte Schriften, hrsg. von Max Nyffeler. Verlag MusikTexte, Köln 1999
- Von Zeit zu Zeit. Das Gesamtschaffen. Gespräche mit Claus-Steffen Mahnkopf. Hofheim 2009

## Педагогическая деятельность
Преподавал скрипичное искусство в Цюрихской консерватории (1950—1960), историю музыки — в Люцернской консерватории (1960—1963), теорию, композицию и инструментовку — в Базельской музыкальной академии (с 1964 года). Профессор композиции во Фрайбургской Высшей школе музыки (1973—1990).
Среди его учеников — Брайан Фернихоу, Кайя Саариахо, Вольфганг Рим, Микаэль Жаррель, Пак-Паан Ён Хи, Тосио Хосокава, Дитер Мак и многие другие.

## Признание
Художественная премия Базеля (1978). Премия Райнхольда Шнайдера (Фрайбург, 1984). Премия за европейскую церковную музыку (2007). Музыкальная премия Зальцбурга (200]). Премия Эрнста фон Сименса (2009).
Почётный доктор Лейпцигской высшей школы музыки и театра (2009). Почётный доктор Страсбургского университета.
Член Берлинской академии искусств (с 1986 года). Член-корреспондент Баварской академии изящных искусств.